# Pudun Jae
Pudun Jae is een bestuurslaag in het regentschap Padang Sidempuan van de provincie Noord-Sumatra, Indonesië. Pudun Jae telt 2233 inwoners (volkstelling 2010).